# Cardiotarsus ornatipennis
Cardiotarsus ornatipennis là một loài bọ cánh cứng trong họ Elateridae. Loài này được Fleutiaux miêu tả khoa học năm 1947.